# Byrsonima euryphylla
Byrsonima euryphylla är en tvåhjärtbladig växtart som beskrevs av Pilger. Byrsonima euryphylla ingår i släktet Byrsonima och familjen Malpighiaceae. Inga underarter finns listade i Catalogue of Life.